# 416
416（四百十六、よんひゃくじゅうろく）は自然数、また整数において、415の次で417の前の数である。

## 性質
- 416は合成数であり、約数は 1, 2, 4, 8, 13, 16, 26, 32, 52, 104, 208, 416 である。
  - 約数の和は882。
    - 100番目の過剰数である。1つ前は414、次は420。
- 約数の和が416になる数は2個ある。(279, 309) 約数の和2個で表せる34番目の数である。1つ前は408、次は440。
- 各位の和が11になる38番目の数である。1つ前は407、次は425。
- 416 = 42 + 202
  - 異なる2つの平方数の和で表せる126番目の数である。1つ前は410、次は421。(オンライン整数列大辞典の数列 A004431)
- 416 = 42 + 122 + 162
  - 3つの平方数の和1通りで表せる97番目の数である。1つ前は403、次は424。(オンライン整数列大辞典の数列 A025321)
  - 異なる3つの平方数の和1通りで表せる105番目の数である。1つ前は403、次は418。(オンライン整数列大辞典の数列 A025339)
- 416 = 13 + 23 + 43 + 73
  - 4つの正の数の立方数の和で表せる101番目の数である。1つ前は413、次は423。(オンライン整数列大辞典の数列 A003327)
  - 異なる正の数の4つの立方数の和1通りで表せる16番目の数である。1つ前は413、次は432。(オンライン整数列大辞典の数列 A025408)
- 416 = 13 × 25
  - n = 5 のときの 13 × 2n の値とみたとき1つ前は208、次は832。(オンライン整数列大辞典の数列 A005029)
  - p5 × q の形で表せる5番目の数である。1つ前は352、次は486。(オンライン整数列大辞典の数列 A178740)
- n = 4 のときの n と n2 を並べてできる数である。1つ前は39、次は525。(オンライン整数列大辞典の数列 A053061)
- n = 4 のときの n と 4n を並べてできる数である。1つ前は312、次は520。(オンライン整数列大辞典の数列 A019552)
- n = 416 のとき n と n + 1 を並べた数を作ると素数になる。n と n + 1 を並べた数が素数になる49番目の数である。1つ前は410、次は420。(オンライン整数列大辞典の数列 A030457)
- 416 = 212 − 25
  - n = 21 のときの n2 − 25 の値とみたとき1つ前は375、次は459。(オンライン整数列大辞典の数列 A098603)

## その他 416 に関連すること
- 西暦416年
- 紀元前416年
- 四・一六事件
- H&K HK416 - ドイツのヘッケラー&コッホ社（H&K社）が開発したカービンタイプのアサルトライフル。
- イギリス国鉄416形電車 - 1953年から1956年にかけてイギリスで製造された電車。
- アリフレックス 416 - ドイツの映像撮影機器製造メーカーであるアーノルド&リヒター（Arri）社が2006年から販売を開始した映画撮影用カメラの系列。
- UR-416装甲兵員輸送車 - 1969年に西ドイツのティッセン＝ヘンシェル社が開発した装甲兵員輸送車。